# Ejército japonés en Corea

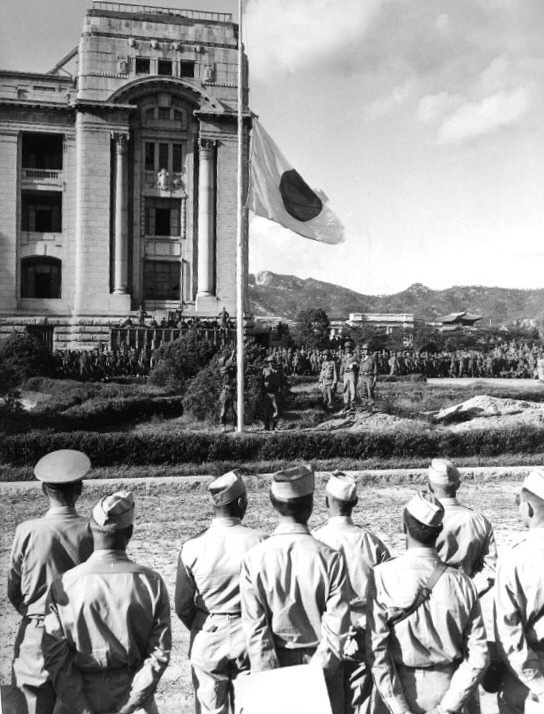
La rendición de las fuerzas japonesas en Corea del Sur.

El Ejército Coreano japonés (朝鮮軍 Chōsen-gun, literalmente "militar coreano") era una rama del Ejército Imperial Japonés que formó una guarnición en Corea bajo el dominio japonés. Este Ejército Coreano tenía aproximadamente 350.000 hombres en 1914.

## Historia
Las fuerzas japonesas ocuparon grandes porciones del Imperio de Corea durante la guerra ruso-japonesa de 1904-1905, y se estableció un importante Ejército de Guarnición de Corea (韓国駐剳軍 Kankoku Chusatsugun) en Seúl para proteger la embajada y a los civiles japoneses el 11 de marzo de 1904. Después de la anexión de Corea por el Imperio del Japón en 1910, esta fuerza fue rebautizada como Chōsen Chusatsugun, y luego pasó a llamarse Ejército Coreano Japonés el 1 de junio de 1918. La tarea principal del Ejército Coreano era proteger la península coreana contra posibles incursiones de la Unión Soviética; sin embargo, sus unidades también se utilizaron para reprimir los levantamientos nacionalistas y la disidencia política dentro de la propia Corea. El Ejército Coreano también acudió en ayuda del Ejército de Kwantung en su invasión no autorizada de Manchuria en 1931. En 1941, el ejército estuvo subordinado al Mando de Defensa General.
En 1945, a medida que la situación en la Guerra del Pacífico se volvía cada vez más en contra de Japón, el Ejército se transformó en el 17.º Ejército Japonés de Área, y posteriormente fue puesto bajo el mando administrativo general del Ejército de Kwantung. Sus dos divisiones de infantería no pudieron soportar el masivo asalto anfibio y blindado del Ejército Rojo Soviético en Corea durante la invasión soviética de Manchuria. Después de la rendición de Japón, el Ejército permaneció armado bajo el mando operativo del Ejército de los Estados Unidos para mantener el orden público hasta la llegada de fuerzas aliadas suficientes para tomar el control.

## Lista de comandantes

### Oficiales al mando
|    | Nombre                            | Desde                   | Hasta                   |
| -- | --------------------------------- | ----------------------- | ----------------------- |
| 1  | Teniente General Kensai Haraguchi | 11 de marzo de 1904     | 8 de septiembre de 1904 |
| 2  | Mariscal Yoshimichi Hasegawa      | 8 de septiembre de 1904 | 21 de diciembre de 1908 |
| 3  | General Haruno Okubo              | 21 de diciembre de 1908 | 18 de agosto de 1911    |
| 4  | General Arisawa Ueda              | 18 de agosto de 1911    | 14 de enero de 1912     |
| 5  | General Sadayoshi Ando            | 14 de enero de 1912     | 25 de enero de 1915     |
| 6  | General Seigo Inokuchi            | 25 de enero de 1915     | 18 de agosto de 1916    |
| 7  | General Yoshifuru Akiyama         | 18 de agosto de 1916    | 6 de agosto de 1917     |
| 8  | General Satoshi Matsukawa         | 6 de agosto de 1917     | 24 de julio de 1918     |
| 9  | General Heitaro Utsunomiya        | 24 de julio de 1918     | 16 de agosto de 1920    |
| 10 | Teniente General Jiro Oba         | 16 de agosto de 1920    | 24 de noviembre de 1922 |
| 11 | General Shinnosuke Kikuchi        | 24 de noviembre de 1922 | 20 de agosto de 1924    |
| 12 | General Soroku Suzuki             | 20 de agosto de 1924    | 2 de marzo de 1926      |
| 13 | General Shusei Morioka            | 2 de marzo de 1926      | 5 de marzo de 1927      |
| 14 | General Hanzo Kanaya              | 5 de marzo de 1927      | 1 de agosto de 1929     |
| 15 | General Jirō Minami               | 1 de agosto de 1929     | 22 de noviembre de 1930 |
| 16 | Teniente General Senjuro Hayashi  | 22 de noviembre de 1930 | 26 de mayo de 1932      |
| 17 | General Yoshiyuki Kawashima       | 26 de mayo de 1932      | 1 de agosto de 1934     |
| 18 | General Kenkichi Ueda             | 1 de agosto de 1934     | 2 de diciembre de 1935  |
| 19 | General Kuniaki Koiso             | 2 de diciembre de 1935  | 15 de julio de 1938     |
| 20 | General Kotaro Nakamura           | 15 de julio de 1938     | 7 de julio de 1941      |
| 21 | General Seishirō Itagaki          | 7 de julio de 1941      | 7 de abril de 1945      |
| 22 | Teniente General Yoshio Kozuki    | 7 de abril de 1945      | septiembre de 1945      |

### Jefes de Estado Mayor
|    | Nombre                              | Desde                    | Hasta                    |
| -- | ----------------------------------- | ------------------------ | ------------------------ |
| 1  | Teniente General Rikisaburo Saito   | 19 de marzo de 1904      | 12 de septiembre de 1904 |
| 2  | Teniente General Toyosaburo Ochiai  | 12 de septiembre de 1904 | 7 de abril de 1905       |
| 3  | General Kikuzuo Otani               | 7 de abril de 1905       | 1 de junio de 1906       |
| 4  | Teniente General Takashi Muta       | 1 de junio de 1906       | 21 de diciembre de 1908  |
| 5  | General Jiro Akashi                 | 21 de diciembre de 1908  | 15 de junio de 1910      |
| 6  | Teniente General Shozo Sakakibara   | 15 de junio de 1910      | 30 de noviembre de 1910  |
| 7  | General Katsusaburo Shiba           | 30 de noviembre de 1910  | 28 de septiembre de 1912 |
| 8  | General Koichiro Tachibana          | 28 de septiembre de 1912 | 17 de abril de 1914      |
| 9  | Teniente General Gencho Furumi      | 17 de abril de 1914      | 1 de abril de 1916       |
| 10 | Teniente General Tan Shirozu        | 1 de abril de 1916       | 6 de agosto de 1917      |
| 11 | Teniente General Kentaro Ichikawa   | 6 de agosto de 1917      | 1 de noviembre de 1918   |
| 12 | Mayor General Toyoshi Ono           | 1 de noviembre de 1918   | 20 de julio de 1921      |
| 13 | Mayor General Kinichi Yasumitsu     | 20 de julio de 1921      | 6 de agosto de 1923      |
| 14 | Mayor General Harumi Akai           | 6 de agosto de 1923      | 2 de marzo de 1926       |
| 15 | Teniente General Senyuki Hayashi    | 2 de marzo de 1926       | 26 de agosto de 1927     |
| 16 | Mariscal de Campo Hisaichi Terauchi | 26 de agosto de 1927     | 1 de agosto de 1929      |
| 17 | Teniente General Kotaro Nakamura    | 1 de agosto de 1929      | 22 de diciembre de 1930  |
| 18 | General Tomou Kodama                | 22 de diciembre de 1930  | 1 de agosto de 1933      |
| 19 | Mayor General Keikichi Ogushi       | 1 de agosto de 1933      | 2 de diciembre de 1935   |
| 20 | Mayor General Yoshishige Saeda      | 2 de diciembre de 1935   | 1 de diciembre de 1936   |
| 21 | Teniente General Seiichi Kuno       | 1 de diciembre de 1936   | 1 de marzo de 1938       |
| 22 | Teniente General Kenzo Kitano       | 1 de marzo de 1938       | 7 de septiembre de 1939  |
| 23 | Teniente General Yakutaira Kato     | 7 de septiembre de 1939  | 1 de marzo de 1941       |
| 24 | Teniente General Hiroshi Takahashi  | 1 de marzo de 1941       | 9 de julio de 1942       |
| 25 | Teniente General Junjiro Ihara      | 9 de julio de 1942       | septiembre de 1945       |